# Lycodapus parviceps
Lycodapus parviceps es una especie de pez de la familia de los Zoarcidae en el orden de los perciformes.

## Morfología
- Los machos pueden llegar a alcanzar los 9,8 cm de longitud total.[1][2]

## Hábitat
Es un pez de mar y de aguas profundas que vive entre 0-199 m de profundidad.

## Distribución geográfica
Se encuentra en el Pacífico nororiental: desde las Islas Aleutianas hasta el Estado de Washington los Estados Unidos.

## Observaciones
Es inofensivo para los humanos. 